# 聖地牙哥足球會
聖地牙哥足球俱樂部（英語：San Diego Football Club），或簡稱聖地牙哥FC，是一家位於聖地牙哥的美國職業足球俱樂部。該俱樂部在美國職業足球大聯盟（MLS）中競爭，屬於西部聯盟。球隊的主場位於驍龍體育場。俱樂部的所有權集團由英國-埃及商人及前政治家穆罕默德·曼蘇爾和庫梅亞族西丘安部落組成，後者是一個聯邦承認的美國原住民族部落。該集團於2023年5月18日獲得擴展隊資格。俱樂部將於2025年賽季開始參賽，成為MLS的第30支球隊。

## 歷史

### 聖地牙哥早期足球史
聖地牙哥最早的職業足球隊是短暫存在的聖地牙哥公牛，這支北美足球聯賽（NASL）球隊於1968年從洛杉磯遷入，僅參加一個賽季即告終止。第二支NASL球隊聖地牙哥頜針魚於1976年由原巴爾的摩彗星改組成立，運作一年後遷往拉斯維加斯；1978年重返聖地牙哥並更名為聖地牙哥衝擊，在傑克⋅墨菲體育場進行比賽，該場地同時由國家美式橄欖球聯盟的聖地牙哥閃電與美國職棒大聯盟的聖地牙哥教士共用。
衝擊隊雖票房表現不佳但在NASL解體後轉戰美國職業室內足球聯盟（MISL）得以延續，並於九年內奪得八次冠軍。該隊1993年轉戰洲際室內足球聯盟並最終於1997年解散；其隊名後被第二支室內球隊（2001–2004）與第三支室內球隊（2009年成立）沿用。
其他戶外足球隊如聖地牙哥閃光與聖地牙哥1904，曾於2000至2010年代在美國低級別聯賽短暫運作後解散。

### 申請加入MLS

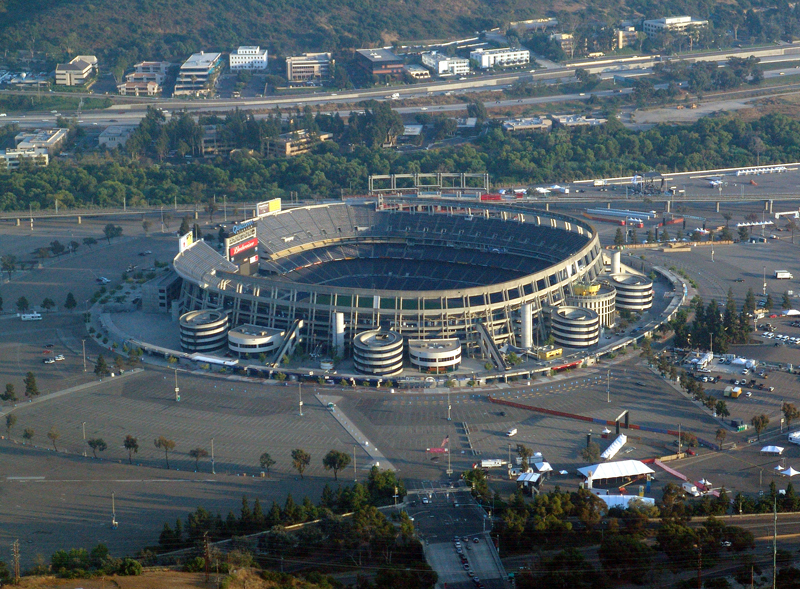
高通體育場於1999年舉辦MLS全明星賽，並在幾次聖地牙哥擴張申請中扮演重要角色。

1990年代中期MLS成立之初，聖地牙哥雖未正式提交創始賽季球隊申請，但持續與聯盟洽商表達興趣。MLS總裁道格·洛根曾稱聖地牙哥為擴軍「首要候選城市」，然而傑克·墨菲體育場當時與聖地牙哥教士共用且容納規模（66,000人）遠超聯盟預期，成為主要障礙。
經改建更名的高通體育場於1990年代末承辦多場表演賽與1999年MLS全明星賽，其中全明星賽吸引23,277名觀眾入場，此為MLS全明星賽史上唯一在非現有或未來MLS主場舉辦的紀錄。
隨著沛可球場新建計畫於1999年獲批，MLS擴張委員會表態支持聖地牙哥球隊以高通體育場作為臨時或永久主場，直至專用足球場落成。2003年聖地牙哥曾入選美國芝華士擴軍候選名單，該隊最終選擇與洛杉磯銀河共用位於卡森的尊嚴健康體育公園，但因上座率低迷與經營問題於2014年解散。
MLS持續將聖地牙哥列為擴軍候選，並與多個投資集團展開談判，然而場館條件不足始終構成關鍵障礙。1960年代曾作為聖地牙哥托洛斯主場的巴爾波亞體育場，亦被視為興建MLS專用小球場的潛在選址。

### 跨境球隊影響與市場潛力
2007年墨西哥邊境城市蒂華納成立迪祖亞拿，該隊於2011年升入墨西哥頂級聯賽墨西哥足球超級聯賽。其主場距聖地牙哥僅20英里（32），吸引大量聖地牙哥球迷跨境支持，並多次在高通體育場與沛可球場等場館舉辦表演賽。聖地牙哥地區長期位居全美世界盃、英超等國際賽事轉播收視前列，並培育出多位男足與女足國腳。此種跨境球迷文化與人才儲備，為後續MLS擴軍提案提供重要市場基礎。

### 閃電隊搬遷
2015年國家美式橄欖球聯盟球隊聖地牙哥閃電宣布計畫遷往洛杉磯都會區，同時推動聖地牙哥市中心新體育場建設案。該提案需經公投批准但遭選民否決。2017年初球隊正式搬遷後，由商人麥克·史東（Mike Stone）主導的新MLS擴軍提案浮現，投資團隊包含聖地牙哥教士老闆彼得·塞德勒（Peter Seidler ）與前美國國腳。前教士隊老闆約翰·摩爾斯（John Moores）曾於1990年代表對MLS球隊興趣，其與某未公開英超球隊合作提案已於早一年撤回。
史東團隊提出"足球城"（SoccerCity）開發計畫，擬在高通體育場舊址興建多功能綜合體，包含與聖地牙哥州立大學（SDSU）阿茲特克人隊（San Diego State Aztecs）共用的主場。該體育場設計容量達20,000至32,000人，預計耗資2億美元。SDSU同步提出「SDSU西區」競案，兩項提案於2018年11月公投中對決，最終足球城案僅獲30%支持，SDSU西區以55%得票率勝出。

### 次級聯賽發展
2019年由華倫·史密斯（Warren Smith）與蘭登·多諾萬共同成立聖地牙哥忠誠SC，該隊於2020年加入USL冠軍聯賽，主場設於托瑞洛體育場。球隊雖曾表態參與MLS擴軍，但未參與後續正式競標。
SDSU西區計畫中的驍龍體育場於2022年啟用，成為國家女子足球聯賽新軍聖地牙哥波浪FC主場，該隊從托瑞洛體育場遷入後，首季即創下32,000人美國女足觀賽紀錄。多個投資團體隨後與SDSU接洽，提議在驍龍體育場組建MLS球隊，惟需配合聯賽財務要求。
2023年4月，丘拉維斯塔郊區出現新提案，由佩特拉開發集團與外部投資者規劃總值25億美元的多功能社區，包含專用足球場與體育園區。

### 曼蘇爾-西庫安競標及進軍MLS

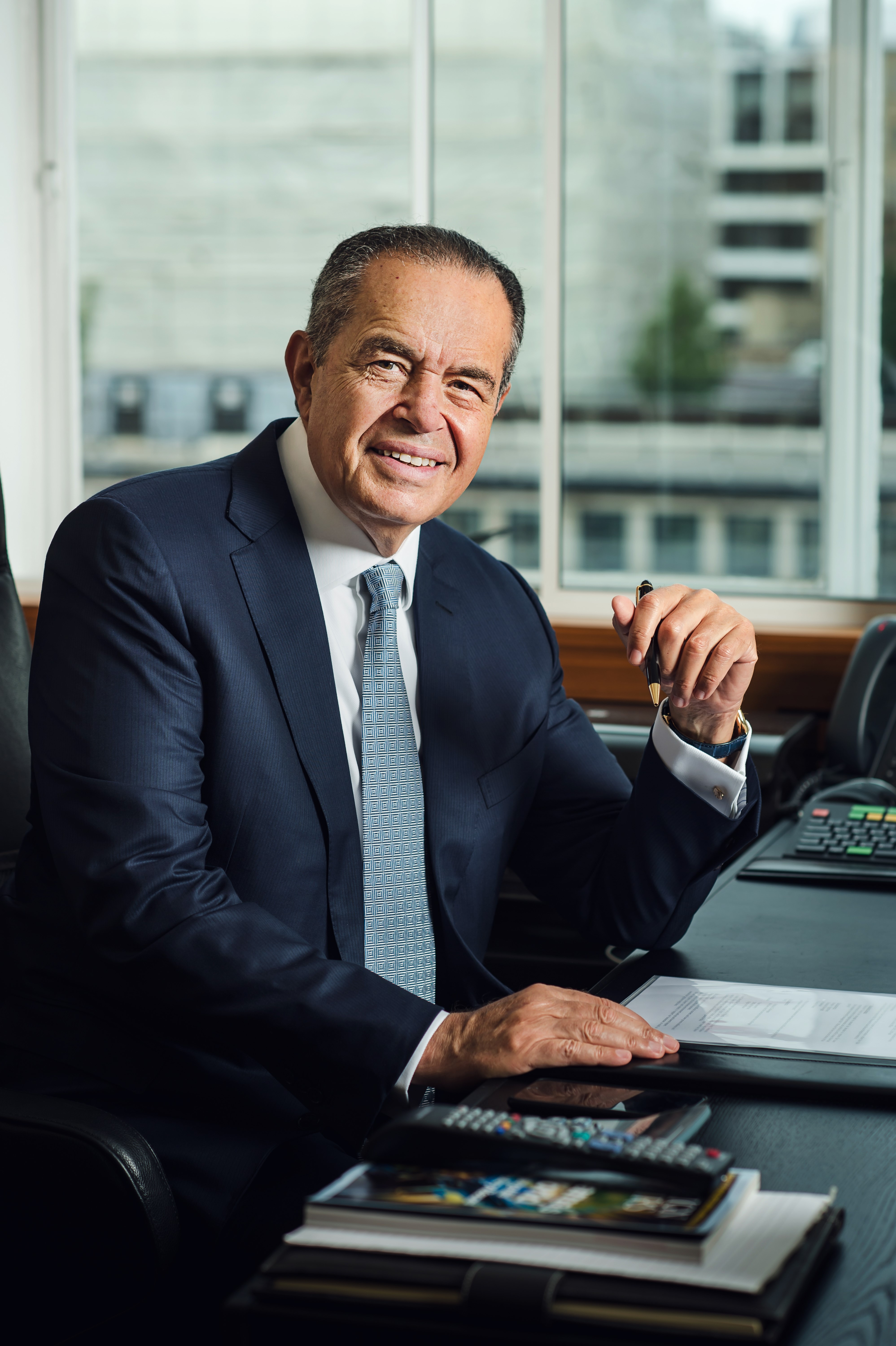
2022年穆罕默德·曼蘇爾與庫梅亞族西丘安部落聯手競標MLS擴軍資格

2020年12月，聯邦認證原住民部落庫梅亞族西丘安部落啟動體育投資計劃。該部落營運多處娛樂場館，於2021年偕開發商布拉德·特米尼（Brad Termini）組成競標團隊尋求MLS擴軍資格，並透過聯盟協助尋找主要財務夥伴。2022年底部落聯繫埃及億萬富豪穆罕默德·曼蘇爾旗下的曼蘇爾集團組成最終競標聯盟。《聖地牙哥聯合論壇報》於同年10月披露，擬議球隊需與SDSU達成驍龍體育場使用協議。
此次競標面臨拉斯維加斯的強力競爭，後者原被視為第30支MLS球隊熱門候選。拉斯維加斯提案由英超俱樂部阿斯頓維拉共同持有者韋斯·伊登斯與納塞夫·薩維里斯主導，包含概念性室內體育場規劃。
2023年5月18日，MLS於驍龍體育場正式宣布聖地牙哥獲擴軍資格，新球隊由曼蘇爾集團與西丘安部落共同持有，支付5億美元擴張費。消息公布24小時內即售出5,000份季票預訂。10月20日球隊正式定名「聖地牙哥足球俱樂部」（San Diego FC），公布官方色彩與隊徽，成為加利福尼亞州第四支MLS球隊，預定2025年賽季登場。

### 球隊組建
2023年12月，球隊簽下首位球員——前忠誠SC門將杜蘭·費里，並外借至橘郡SC參加2024年賽季。2024年5月宣布與迪祖亞拿建立五年合作關係，包含年度友誼賽，成為MLS與墨超俱樂部首例跨國合作。6月從PSV燕豪芬簽入墨西哥國腳為首位指定球員，合約期為四年，該球員將於2025年1月季前訓練報到。
2024年12月11日，球隊於米慎谷購物中心（Mission Valley）舉行MLS擴張選秀，遴選五名球員，其中三人留隊，兩人交易至其他MLS俱樂部。球隊首戰定於2025年2月23日作客尊嚴健康體育公園對陣衛冕冠軍洛杉磯銀河，憑藉安德斯·德雷耶梅開二度以2比0取得隊史首勝，約1,000名隨隊遠征球迷見證歷史時刻。3月1日於驍龍體育場迎戰聖路易斯城SC完成主場首秀。

## 球員

### 目前名單
最後更新：2025年2月10日
註釋：國旗表示球員在國際足聯資格規則定義的國家隊。球員可能擁有一個以上非國際足聯國籍。
| 號碼 |          | 位置 | 球員                                |
| ---- | -------- | ---- | ----------------------------------- |
| 1    | 美国     | 门将 | CJ·多斯桑托斯                       |
| 2    | 加纳     | 后卫 | 威利·庫馬多                         |
| 4    | 哥伦比亚 | 后卫 | 安德烈斯·雷耶斯                     |
| 5    | 塞内加尔 | 后卫 | 哈馬迪·迪奧普                       |
| 6    | 丹麦     | 中场 | 傑普·特維斯科夫                     |
| 7    | 丹麦     | 前锋 | 馬庫斯·英瓦爾森                             |
| 8    | 芬兰     | 中场 | 盎尼·（借來自帕福斯足球會）         |
| 9    | 哥伦比亚 | 前锋 | 托马斯·安赫尔                       |
| 10   | 丹麦     | 前锋 | 安德斯·德雷耶                       |
| 11   | 墨西哥   | 前锋 |                                     |
| 13   | 墨西哥   | 门将 | 帕布羅·西斯涅加                     |
| 14   | 美国     | 中场 | 卢卡·（借來自皇家維戈塞爾塔俱樂部） |
| 16   | 挪威     | 中场 | 海因·吉克林·布魯塞斯                |

| 號碼 |          | 位置 | 球員                    |
| ---- | -------- | ---- | ----------------------- |
| 17   | 北爱尔兰 | 后卫 |                         |
| 19   | 德国     | 后卫 | 賈斯珀·勒費爾森         |
| 20   | 巴拿马   | 中场 | 阿尼巴爾·戈多伊         |
| 22   | 阿根廷   | 后卫 | 佛朗哥·內格里           |
| 24   | 加纳     | 中场 | 伊曼紐爾·博阿滕         |
| 25   | 美国     | 后卫 | 伊恩·皮爾徹             |
| 26   | 加纳     | 中场 | 馬努·杜阿               |
| 29   | 突尼西亞 | 前锋 | 阿尼斯·賽迪             |
| 70   | 美国     | 中场 | 小亞歷杭德羅·阿爾瓦拉多 |
| 77   | 英格兰   | 前锋 | 亞歷克斯·邁滕           |
| 97   | 瑞典     | 后卫 | 克里斯托弗·麥克維       |
| 98   | 美国     | 门将 | 雅各布·傑克遜           |

外借
註釋：國旗表示球員在國際足聯資格規則定義的國家隊。球員可能擁有一個以上非國際足聯國籍。
| 號碼 |      | 位置 | 球員                                               |
| ---- | ---- | ---- | -------------------------------------------------- |
|      | 美国 | 门将 | 杜蘭·費里（外借至北西兰足球俱乐部到2025年6月30日） |

## 外部連結
- 官方网站